# Creagrutus maculosus
Creagrutus maculosus är en fiskart som beskrevs av Román-valencia, García-alzate, Ruiz-c. och Taphorn B. 2010. Creagrutus maculosus ingår i släktet Creagrutus och familjen Characidae. Inga underarter finns listade i Catalogue of Life.